# Caraphia thailandica
Caraphia thailandica är en skalbaggsart som beskrevs av Hayashi och Jean François Villiers 1987. Caraphia thailandica ingår i släktet Caraphia och familjen långhorningar. Inga underarter finns listade.